# 씨 인사이드
《씨 인사이드》(스페인어: Mar adentro)는 2004년 개봉한 스페인의 드라마 영화이다. 알레한드로 아메나바르가 감독과 공동각본을 맡았다. 2004 아카데미 외국어 영화상·골든 글로브상 외국어 영화상·고야상 작품상·베네치아 영화제 심사위원 특별상 수상작이다.

## 줄거리
이 영화는 안락사로 자신의 삶을 마감할 권리를 얻기 위해 28년간 투쟁한 스페인 남자 라몬 삼페드로의 삶의 이야기이다. 영화는 라몬과 두 여성의 관계를 다룬다. 한 명은 그의 주장을 지지하는 카다실 증후군을 앓고 있는 변호사 훌리아이고, 다른 한 명은 그에게 삶의 가치를 설득하려는 지역 여성 로사이다. 라몬의 사랑을 통해 이 두 여성은 이전에 불가능하다고 생각했던 일들을 성취하도록 영감을 받는다.
현재 54세인 라몬은 다이빙 사고로 목 아래가 마비된 후 26년 동안 죽을 권리를 위해 싸워왔다. 그는 스스로 삶을 마감할 수 없으며, 스페인 법에 따라 살인 또는 자살 방조죄로 기소될 수 있으므로 가족이나 친구를 연루시키고 싶지 않다. 어머니가 돌아가신 후 그는 시누이 마누엘라의 보살핌을 받는다. 라몬의 형 호세는 그가 죽을 권리를 가져서는 안 된다고 믿지만, 마누엘라와 그녀의 아들 하비에르는 그의 주장을 지지한다.
죽을 권리를 위해 투쟁하는 단체에서 일하는 라몬의 친구 헤네는 그를 변호사 훌리아와 연결시켜 준다. 훌리아가 그의 주장을 위해 그와 그의 상황에 대해 더 배우려고 할 때, 그는 자신의 과거와 죽음을 원하는 이유를 이야기한다. 그는 마비된 채로 사는 것은 존엄성이 없다고 말한다. 그의 이야기를 온라인에서 본 로사는 그에게 살도록 설득하기 위해 라몬을 방문한다. 라몬은 그녀에게 자신의 소원을 존중해달라고 요구하고 로사는 화가 나서 떠난다. 나중에 그녀는 파트타임 라디오 쇼에서 디제잉을 하다가 라몬이 듣고 있기를 바라며 방송에서 사과한다. 그녀는 계속해서 아이들을 데리고 방문하고, 두 사람은 우정을 쌓는다. 두 여성 모두에게 낭만적인 관심이 있음에도 불구하고 라몬은 자신이 죽음과 맺어졌다고 주장한다.
훌리아는 라몬이 쓴 사지마비 환자로서의 삶과 경험을 묘사한 회고록을 읽고 그에게 출판을 권유한다. 그는 침대에서 날아가 해변에서 그녀를 방문하는 상상을 한다. 나중에 훌리아는 뇌졸중으로 입원하여 다시 걷는 법을 배우기 위해 재활 치료를 받는다. 두 사람은 서로에게 편지를 보내며 자신의 삶의 소식을 전한다. 라몬은 죽을 권리에 대한 재판에서 패소한다. 로사는 눈물을 흘리며 그의 집에 나타나고 라몬은 다른 사람의 직접적이고 명백한 개입 없이 자살할 방법을 계획했다고 인정한다.
한편, 사지마비 가톨릭 신부 프란시스코 신부는 라몬에게 살기를 원하도록 설득하기 위해 찾아온다. 라몬은 아래층으로 옮겨지는 것을 거부하고, 두 남자는 교회 소년의 도움을 받아 논쟁을 주고받는다. 화가 나고 속상한 마누엘라는 그에게 떠나달라고 요청한다. 훌리아는 라몬의 가족과 친구들이 그의 죽을 권리에 대해 논의하는 동안 라몬이 회고록을 쓰는 것을 돕기 위해 방문한다. 그들은 분열되어 싸우지만 라몬은 자신의 소원에 흔들림이 없다. 다시 그는 건강한 몸으로 훌리아에게 키스하는 상상을 한다. 나중에 그녀는 자신의 상태가 더욱 심각해질 것이며 자살할 계획이라고 인정한다. 하지만 먼저 라몬을 돕고 싶다고 말한다.
라몬과 하비에르는 함께 법정에서 자신의 죽을 권리를 위해 싸울 수 있는 휠체어를 설계하고 만든다. 그의 항소는 결국 기각되지만, 라몬은 그럼에도 불구하고 결국 자신의 소원을 이룬다. 그의 친구들과 가족들은 그의 죽음에 작은 행동을 완료하며, 그들 중 누구도 그의 살인이나 자살 방조죄로 유죄 판결을 받지 않을 만큼 충분하다. 그는 비디오 카메라로 자신의 죽음을 이야기하는 모습을 녹화한 후, 그를 죽음에 이르게 하는 시안화물 섞인 음료를 마신다.

## 출연

### 주연
- 하비에르 바르뎀
- 벨렌 루에다

### 조연
- 로라 두에나스
- 마벨 리베라
- 셀소 부갈로
- 클라라 시구라
- 후안 달마우
- 알버토 지메네즈
- 타마르 노바스

## 기타
- 미술: 벤자민 페르난데즈
- 의상: 소니아 그랜드
- Line PD: 에밀리아노 오테기
- 배역: 루이스 산 나르시소